# Tambura (Sudan Południowy)
Tambura – miasto w Sudanie Południowym, stolica stanu Tambura. Liczy 7436 mieszkańców. (dane szacunkowe – styczeń 2010). W mieście znajduje się port lotniczy Tambura.